# Danny Kirwan
Daniel David „Danny“ Kirwan (13. května 1950 – 8. června 2018) byl britský hudebník. V letech 1968–1972 působil jako kytarista, zpěvák a skladatel v blues-rockové skupině Fleetwood Mac.

## Život

### Incident v Mnichově 1970
V dokumentu BBC z roku 2009 o Peteru Greenovi a v historii Boba Brunninga o Fleetwood Mac z roku 1998 naznačil manažer skupiny Clifford Davis Kirwanovo mentální zhoršení ze stejného incidentu v březnu 1970, který údajně poškodil Greenovu duševní stabilitu: reakce na LSD podané v hippie komuně poblíž Mnichova uprostřed evropského turné. Davis řekl: "Peter Green a Danny Kirwan do toho domu v Mnichově vešli společně, oba si vzali papíra jak jsem pochopil, [a] oba od toho dne vážně duševně onemocněli.“
Jiné zdroje však říkají, že Kirwan nebyl v mnichovské komuně přítomen. Technik (bedňák) Fleetwood Mac Stuart 'Dinky' Dawson si pamatuje, že na večírek šli pouze dva z party Fleetwood Mac: Green a další technik, Dennis Keane. Dawson říká, že Kirwan do komuny nešel a že když se Keane vrátil do hotelu kapely a řekl jim, že Green komunu neopustí, ani Kirwan ani Davis pro něj nešli, takže úkol přenechal Keaneovi, Dawsonovi a Micku Fleetwoodovi.
Keane souhlasí s Dawsonovým popisem až na detaily, že zavolal Davisovi z komuny a fyzicky se do hotelu pro pomoc nevrátil, a že Davis Dawsona a Fleetwooda doprovázel, aby Greena přivedli. Green o incidentu řekl: "Podle mých informací jsme tam z Angličanů šli pouze Dennis a já." Jeremy Spencer naznačil, že byl v komuně také přítomen a později dorazil s Fleetwoodem. Keane, Dawson, Green ani Spencer se o přítomnosti Kirwana v komuně nezmínili.

## Sólová alba
- Second Chapter (DJM 1975)
- Midnight in San Juan (DJM 1976)
- Danny Kirwan (DJM 1977 – americké vydání desky Midnight in San Juan)
- Hello There Big Boy! (DJM 1979)
- Ram Jam City (Mooncrest 2000 – nahráno v polovině 70. let jako demo nahrávky pro album Second Chapter)